# Ародет ез Англ
Ародет ез Англ (фр. Arrodets-ez-Angles) насеље је и општина у јужној Француској у региону Миди Пирене, у департману Горњи Пиринеји која припада префектури Аржеле Газо.
По подацима из 2011. године у општини је живело 106 становника, а густина насељености је износила 22,13 становника/km². Општина се простире на површини од 4,79 km². Налази се на средњој надморској висини од 750 метара (максималној 931 m, а минималној 434 m).

## Демографија
| 1962. | 1968. | 1975. | 1982. | 1990. | 1999. | 2011. |
| ----- | ----- | ----- | ----- | ----- | ----- | ----- |
| 72    | 94    | 63    | 56    | 62    | 81    | 106   |

График промене броја становника у току последњих година